# Ailuroedus buccoides
Miador-d'orelhas-brancas ou miador-de-faces-brancas (Ailuroedus buccoides) é uma espécie de ave da família Ptilonorhynchidae.
Pode ser encontrada nos seguintes países: Indonésia e Papua-Nova Guiné.
Os seus habitats naturais são: florestas secas tropicais ou subtropicais e florestas subtropicais ou tropicais húmidas de baixa altitude.